# Raquel Carrera
Raquel Carrera Quintana (née le 31 octobre 2001 à Ourense) est une joueuse professionnelle espagnole de basket-ball.